# San José Tepeyahualco
San José Tepeyahualco o simplemente llamado Tepeyahualco (a veces referido localmente como Tepe), es una localidad ubicada en la zona norte del Estado de Tlaxcala en la República Mexicana, dentro del municipio de Tlaxco. Según el censo del INEGI, en su edición del 2020, la comunidad contaba con 1218 habitantes, de los cuales 619 son hombres y 599 mujeres. La principal fuente productiva de la comunidad es la agricultura y ganadería.

## Toponimia
El nombre de la comunidad procede de las voces nahuas tepetl: cerro; yahualtec: cosa redonda, y co: en; que quiere decir "En la redondez o cerco de cerros" o "Lugar rodeado de cerros".

## Localización
Con una altitud de 2560 metros sobre el nivel del mar, Tepeyahualco se erige al noroeste del estado, a las faldas del Cerro de Villalta. Sus comunidades colindantes más cercanas son: al norte Santiago Villalta, al sur San Lorenzo Soltepec, así como al oeste con Lagunilla, y José María Morelos Buenavista al este.

## Patrimonio cultural

### Ex Hacienda San José Tepeyahualco
Ubicada a 2572 metros sobre el nivel del mar, la Ex Hacienda de San José Tepeyahualco fue construida entre los siglos XVIII y XIX. La infraestructura, actualmente privada, tiene dentro de sí una troje, un tinacal, un machero, un establo, varios corrales corrales con toros de lidia, una pequeña capilla, la calpanería y la casa del hacendado. En su mejor época, la hacienda dependía de los ingresos que generaban la pulqueria, la agricultura y ganadería.